# Mág Bertalan
| Mág Bertalan                              | Mág Bertalan |
| Kattints az alábbi külső linkek egyikére! | Kattints az alábbi külső linkek egyikére! |
| ----------------------------------------- | --- |
| Nem található szabad kép.(?)              | |
| külső link · jogvédett                    | Csizmadia György. Hangulatos búcsúesten köszöntötték nyugalomba vonulása alkalmából Mág Bertalan r. alezredest a Pest megyei klubban. Magyar Rendőr, 1966. június 23. 25. sz. |
| külső link · jogvédett                    | Idegen tájakról. Kemény György. A hekus közbeszól. Beszélgetés Mág Bertalannal. Labdarúgás, 1985. szeptember 9. sz.                                                           |
| külső link · jogvédett                    | Mág Bertalan. Az utolsó nyomozás c. könyv borítóján Mág Bertalan fényképe |

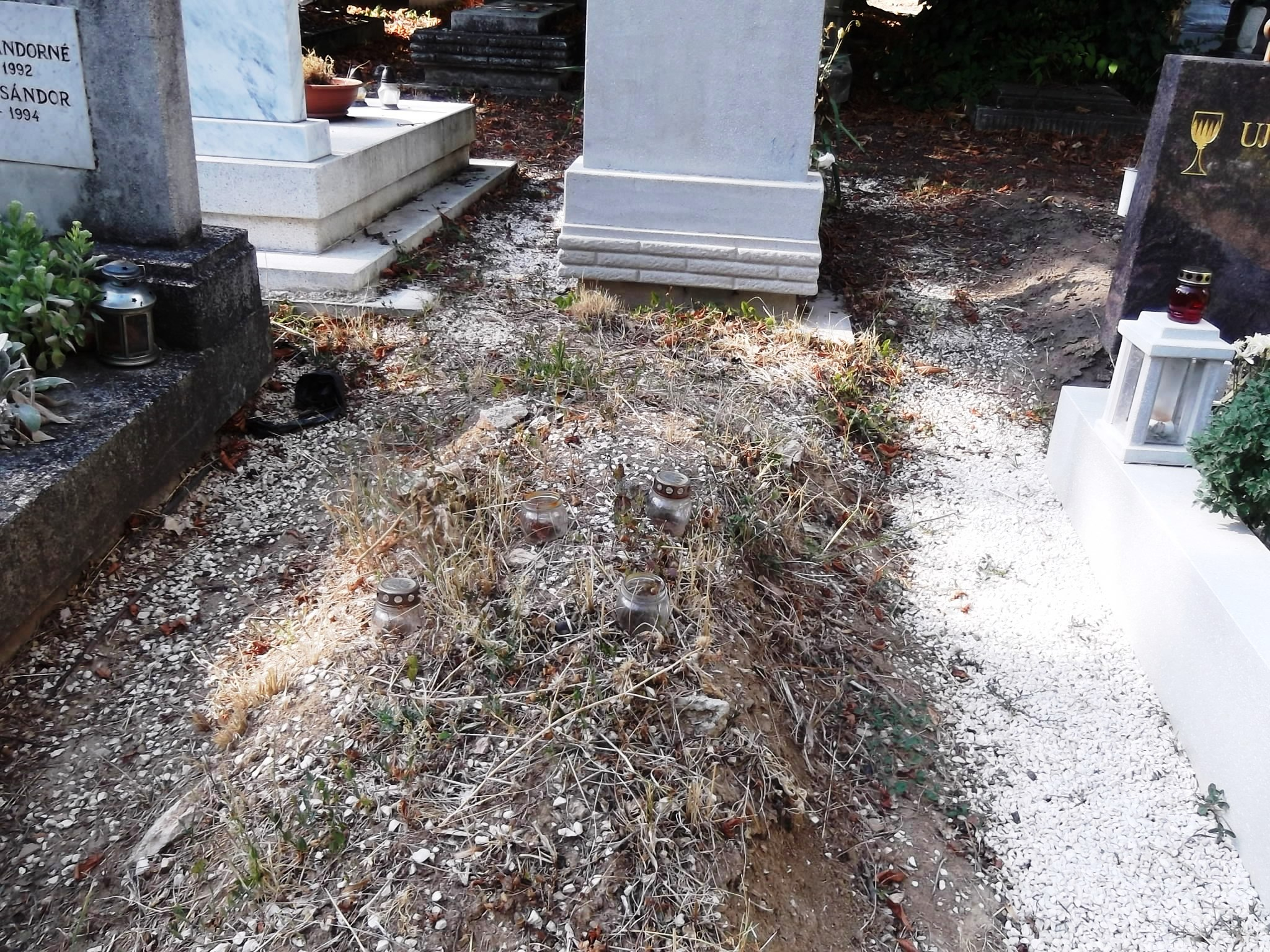
Mág Bertalan jeltelen sírja, Farkasréti Temető 7/8-1-210

Mág Bertalan, Mag (Szolyva, 1911. június 5. – Budapest, 2001. február 5.) rendőrtiszt, író.

## Élete

### Gyermek- és ifjúkora
Mag Mátyás kárpátaljai majd 1929-ig püspökladányi vasutas, és Kovács Apollónia fiaként született. Édesanyja Kassán fiatalon meghalt. Öt testvére volt.
Mág Bertalan 1945 előtti életéről viszonylag kevés adattal rendelkezünk. Könyveiben és az újságokban tett nyilatkozataiban, hiányosan és ellentmondásosan többször mondott el adatokat pályafutásáról.
Mág Bertalan a Felvidéken élt, Szolyvában, Bereg vármegyében, az akkori Magyar Királyság területén született, fiatal korában Kassán, Olomoucban (a mai Csehország keleti részén), majd Prágában járt iskolába. Katonának Olomoucba vonult be, onnan került aztán Prágába. Közben Olomoucban, majd Prágában az iskolaválogatottban balszélsőként focizott de egy súlyos bokatörés 1928-ban véget vetett labdarúgó karrierjének. Diákkorában olyan későbbi hírességekkel szerepelt az iskolaválogatottban, mint František Plánička és Kalocsay Géza.
Csehszlovákiai éveiről még a következőket tudjuk: "kárpátaljai vasutas fia, címfestőnek tanult, 1928-ban Csehszlovákiában lépett a kommunista pártba, s ezért ott nem kaphatott állampolgárságot". Mág Bertalan visszaemlékezése szerint: „Meg kell említenem, hogy én a háború előtt közel ötéves katonai kriminalisztikai iskolát végeztem Csehszlovákiában, ami szakmai tevékenységhez már némi alapot jelentett”. (Tanulmányait ezek szerint 1929-1933 között végezhette.) Ugyanebben a könyvében tagadta, hogy katona volt. Ezt írta visszaemlékezve rendőri pályafutása kezdetére: „Ekkor került fegyver a kezembe, hiszen soha nem voltam katona”

### Tevékenysége 1933-1945 között
1933-ban Magyarországra, rokonaihoz szökött. 1934–1939 között rendőri felügyelet alatt állt. Gyári segédmunkásként dolgozott, a háború kezdetétől hadüzemben. Kétszer kapott SAS-behívót, így köteles volt 48 órán belül bevonulni. Az első SAS-behívót 1939-ben kapta a magyar–szlovák kis háború idején, ami 1939. március 23-tól április 4-ig tartott. Másodszor az erdélyi bevonulás alkalmából kapott behívót, 1940 szeptember elején. Mindkét alkalommal sikerült kibújnia a bevonulás alól.
1939 elején címfestősegéd volt, 1940 szeptemberében hadiüzemben Budapesten, a Fehérvári úti Standart-gyárban dolgozott. 1944-ben az amerikai bombázások következtében telitalálat érte a gyárral szemben lévő postahivatalt és a gyakori bombázások miatt leállították a munkát és mindenkit hazaküldtek.
1944. október 16-án bekövetkezett a Szálasi-uralom. Plakátjaikon felszólítottak minden 16. életévét betöltött férfit, hogy azonnal jelentkezzen katonai szolgálatra. Ekkor a bátyjánál lakott, nála bujkált a Lenke téren (ma Kosztolányi Dezső tér). Sikerült kijutnia Budapestről, de szovjet katonai felderítők elfogták. Mivel csehül és oroszul is beszélt, el tudta magyarázni, hogy a Felvidéken élt, innen van a szláv nyelvismerete. Végül kisegítő tolmácsuknak alkalmazták.
89 éves volt, amikor megírta 2000-ben "A harmadik gyilkosság" (Notárius Könyvkiadó, Budapest) című bűnügyi regényét. Ebben teljesen másképpen emlékezett Budapestre szökésének eseményeire: 1944 szeptemberében a "bátyámhoz igyekeztem, aki a Feneketlen-tó mellett lakott, és a Honvéd Ruházati Szolgálatnál dolgozott polgári alkalmazottként. Levelet írtam neki, melyben tudattam vele, hogy Magyarországra mennék, mert Prágában nem látom biztosítva a jövőmet. Az ügyészségen dolgoztam szerződéses nyomozóként, régóta vártam véglegesítésemet. Egyszer a főügyész titkárnőjének panaszkodtam erről, mire ő azt súgta a fülembe: magát itt sosem fogják véglegesíteni barátom. Itt csak csehek csinálhatnak karriert." Ez biztosan nem felel meg a valóságnak, mert az anyakönyv alapján 1939. január 3-án Budapesten nősült, első felesége Pénzes Mária volt.

### Tevékenysége 1945-1966 között
A Budapesti Főkapitányságon 1945. január 19-én jelentkezett szolgálattételre. Az akkori főkapitány Sólyom László volt. 1945. április 3-án nevezték ki, mint első detektív-csoportvezetőt. Ez volt a Mág-csoport. A Szabad Nép riportjából (1947. november 27.) kiderült az is, hogy kik voltak (1945-től) a Mág-csoport nyomozói és korábban mi volt a szakmájuk: Mág Bertalan műszaki rajzoló, Kalmár József földmíves, Horváth Zoltán textiltechnikus, Preisz Zoltán műszerész, M. Szabó István vasesztergályos, Kenedi pedig szövőmunkás. Beosztottja volt még Hinek Mátyás, Jászsági István, Sárosi Béla, Szilvásy Miklós, Kozma Sándor, majd 1956 után Garamvölgyi István is. 1947-ben r. főhadnagynak, 1960-ban r. őrnagynak nevezték ki.
Tanított nyomozástant is 1948-1952 között a Böszörményi úti Rendőrtiszti iskolán, majd 1952-1954 között a a BM Korvin Ottó Bűnügyi Szakiskolában.
1954-ben a Belügyminisztériumba került, a betörési alosztályt vezette, majd az ügyeleten dolgozott, végül nyugalomba vonulásáig ismét a bűnügyi osztályon főelőadó volt. 1966. május 31-én, 55 éves korában rendőr alezredesként vonult nyugdíjba.

### Írói munkássága
Nyugdíjasként azonnal belekezdett emlékei megírásába.
1989 előtt megjelent könyvei, a többi bűnügyi történeteket feldolgozó szerzőkéhez (Fóti Andor, Berkesi András, Szabó László, Mattyasovszky Jenő stb.) hasonlóan erősen átpolitizáltak. A bűn elkövetői fasiszták, volt csendőrök, az SS tagjai, deklasszált elemek (elsősorban a régi uralkodó osztály tagjai, arisztokraták stb.), sváb nagygazdák, Nyugatról visszajött (átállt) magyarok, ellenforradalmárok, kulákok stb., akik hátráltatják a magyar szocializmus kibontakozását.
"Két évtizedes, a lakosság érdekeit szolgáló, a közbiztonságot őrző, a vagyoni, személyi, erkölcsi sérthetetlenséget védelmező tevékenysége során a csoportja mintegy 10 000 bűnözőt fogott el és adott át a bíróságnak".
Nyomozási módszeréről így vallott 1977-ben: „Soha nem felejtem el tanítómesterem szavait: »Igazán csak akkor lesz belőled jó nyomozó, ha a kriminalisztika nyolc alapvető kérdésére minden ügyedben pontos választ tudsz adni!« Ez a nyolc: Ki – mit – miként – mivel – mikor – hol – miért és kivel.”
Mág Bertalan a rendszerváltás után írott műveiben az 1956-os forradalmat forradalomként és nem ellenforradalomként említi. Ekkor megjelent könyveiben sokszor bírálja a tehetségtelen, alkoholista, ordibáló rendőri vezetőket, a párttitkárokat, akik a nyomozókat vegzálták, hogy nem járnak taggyűlésekre, sokszor 24 órás szolgálat vagy nyomozás után. Biszku Béla belügyminiszteri (vagyis 1957-1961 közötti) működését is elítéli.

### Házasságai
1939. január 3-án Budapesten, a Józsefvárosban feleségül vette Pénzes Máriát, akitől 1943-ban elvált. A házasság felbontatott 1943. augusztus 11-én.
Második felesége Kelemen Éva (1922–1998) volt.
„ELHUNYT életének 76. évében Mág Bertalanné Kelemen Éva (1922-1998), »az írók gépírónője«. Otthona évtizedeken át valóságos irodalmi szalon volt. Az írók bensőséges barátjuknak, alkotótársuknak tekintették. Talán nem is volt magyar író, Devecseri Gábortól Kardos G. Györgyig, akinek kéziratát ne ő gépelte, és oly nagy szeretettel ne gondozta volna. Mág Bertalan, a bűnügyi regények jól ismert szerzője feleségét gyászolja az elhunytban. És gyászolják rokonai, barátai, mindenki, aki tisztelte és szerette. Búcsúztatása augusztus 28-án tíz órakor lesz a Rákoskeresztúri temető 53-as szoróparcellájában.” – Heimann Ildikó nekrológjában (A mulandóság cáfolatául) emlékezett meg Kelemen Éváról, Mág Bertalannéról. Többek között ezt írta: „Egy Rákóczi úti öreg bérházban az ötvenes évek elején működni kezdett egy háborút »túlélt« családi írógép, egy flakonos olajjal működő kis fekete szerkezet, amely azután évtizedeken át a magyar irodalom és a kortárs műfordítás remekeit »gépbe vette«. […] Általa lett leíróirodából indult otthonából a magyar irodalom szalonja, írók- költők-művészek, egyetemi hallgatók és tanárok találkozó-helye – és alkotóműhelye. […] »A magyar irodalmat Kelemen Éva írja« – mondta egy alkalommal Mészöly Dezső. Mert elismerésre méltó műveltségén és intelligenciáján túl a groteszk felé hajló humora és örökvidám, a „hétköznapi szürkeségen” örökké felülálló személyisége munkára, alkotásra késztetett.”…” ebben a légkörben születtek a többi között Hubay Miklós, Mészöly Dezső, Mándy Iván, Abody Béla írásai, műfordításai. Mág Bertalannak, a bűnügyi regények jól ismert szerzőjének – aki feleségét gyászolja az elhunytban – szintén minden művét ő rögzítette.”
Columbo feleségét soha nem lehetett látni a filmsorozatban – ehhez hasonlóan azt, hogy ki volt Mág Bertalan felesége, legalább azt, mi volt a keresztneve, Mág Bertalantól sem tudhattuk meg, bár szinte minden könyvében emlegeti feleségét, akinek nem mondhatja el, hogy mit csinál, hol-meddig tartózkodik. Két kivétel volt, „A Fóthy-villa titka” 2001-ben megjelent utolsó regényében keresztnevén említi feleségét (85. old.): keresztneve Éva. A nyomozás 1965-ben történt. Ebben a könyvben a következőt írta: „Igazságügyi nyomozó voltam Prágában, csak negyvennégyben települtem Magyarországra, pontosabban Budapestre (Id. mű. 80.)” Ez teljesen ellentmond azon önéletrajzi megemlékezéseinek, amiket különböző napilapokban nyilatkozott. A másik regénye az Idegen asszony volt, amelyben a felesége is név szerint is megemlítésre kerül. Első házasságát 1939-ben kötötte, akkor Budapesten lakott az anyakönyvek alapján, ez is ellentmond azon állításának, hogy 1944-ig nyomozó volt Prágában. Az kiderült korai könyveiből, hogy anyósa lakásában a Rákóczi úton, egy háromszobás öreg bérházban laktak, szerényen éltek. Mág Bertalan felesége a nekrológók alapján tehát Kelemen Éva volt, az 1950-es évek elején lehetett az esküvőjük.
Kelemen Éva nővére Kelemen Klára, Jóföldy Tiborné (1915-1993) volt.

### Utóélete
2000 után megjelentek a napi sajtókban olyan cikkek, hogy Mág Bertalan 1945 után az ÁVH majd 1956 után a III/III ügynökség tagja volt. Pl. Mág Bertalan őrnagy tartótiszt IIII/III. Állambiztonsági tisztek listája (1956-1989) hvg.hu 2010. július 19. A Magyar Idők 2021. november 16-án ezt írta Verőemberek az íróasztalnál c. cikkében: „Aligha véletlen az, hogy a hatvanas-hetvenes évektől oly jelentős ÁVH-s múltú egyének, mint Komlós János, Kardos György, Berkesi András, Fóti Andor, Mág Bertalan stb. a sajtó és a könyvkiadás élmezőnyébe kerülnek, sőt Pintérrel meg Szabóval meg a hasonlókkal kiegészülve a bűnügyi irodalom újrateremtői lesznek. Szétválaszthatatlan náluk 1919 és 1944 és 1956, a fikció és a tények, a hazugság és a pátosz.” Ezt azonban a tények és források nem igazolják.
Kiszely Gábor: ÁVH. Egy terrorszervezet története (Korona Kiadó. Budapest 2000.) c. könyvében a PRO, ÁVO, ÁVH tagjai között nem említi Mág Bertalan és Fóti Andor neveit, Berkesi András őrnagy és Komlós János százados valóban az ÁVH tagjai voltak, Kardos György a Katonapolitikai Osztály, majd az ÁVH tagja volt. Kiszely Gábor: Állambiztonság 1956-1990 (Korona Kiadó. Budapest 2001.) c. könyvében sincs adat arra vonatkozóan, hogy Mág Bertalan a III/III-as csoportfőnökségben dolgozott volna. Az Állambiztonsági Szolgálatok Levéltárában a dossziék között Mág Bertalan neve nem szerepel. Az 1945-1956 közötti sajtó rendelkezésre álló adatai szerint is Mág Bertalan rendőrnyomozó volt. Mág Bertalan „Az utolsó nyomozás” (Nótárius Könyvkiadó, Budapest, 1994. 8-9. old.) c. könyvében arról írt, hogy főnöke Ferencsik József ezredes volt, akiről tudjuk: „Az I. számú vizsgálati csoport foglalkozott a Nagy Imre-üggyel, ezt Ferencsik József – az önálló ÁVH kémelhárító főosztályának hajdani első embere – irányította. A politikai összekötő Biszku Béla belügyminiszter, az MSZMP Ideiglenes Intéző Bizottságának (majd Politikai Bizottságának) tagja volt.” Mág Bertalan tehát közreműködött az „ellenforradalmárok” elleni nyomozási munkákban 1956 november 4. után. „Gyakran veszik igénybe országos ügyekben. Részt vesz az ellenforradalom idején elkövetett bűncselekmények nyomozásában Miskolcon, Ózdon, Veszprém és Fejér megyében. 1957-ben kormánykitüntetésben részesül a munkás-paraszt hatalom megvédése érdekében kifejtett tevékenységéért.”
Művei eleinte dokumentarista hűséggel és tárgyilagossággal beszélték el a valóban megtörtént bűnesetek nyomozását, később azonban regényesebbé váltak, és főhősük Magos őrnagy lett. Könyvei a Határőrök kiskönyvtárában, valamint a Minerva Kiadó és a Zrínyi Katonai Kiadó, a rendszerváltás után a Nótárius Könyvkiadó gondozásában jelentek meg. 1961 és 2001 között 57 könyvet adatott ki.
Bebesi Károlynak ezt nyilatkozta (Látogatóban Mág Bertalannál) 1977-ben: „Nyugdíjazásom előtt felkért a Néphadsereg szerkesztősége, hogy írjak egy sorozatot Mág-felügyelő naplójából címmel.” Írói módszeréről a következőt mondta Pethes Sándornak. „Nem tartom magamat írónak – tiltakozik szerényen – , hiszen csak dokumentum jellegű történeteket írok, nem pedig elbeszéléseket vagy regényeket”…. „Szerencsére megőriztem csoportom naplóját, a nyomozásokat befejező határozatokból pedig mindig készítettem egy többletpéldányt, amelyeket szintén eltettem. Ugyanakkor megőriztem minden újságkivágást, ami az akkori eseteimmel foglalkozott. Lehet, hogy tudatom legmélyében készültem a sztorik feldolgozására, de szándékosan nem. Meg aztán a memóriám is jó.” „Mindig az akták, a nyomozati anyag alapján írok és diktálok a feleségemnek.” Válaszolta Voksán Györgynek. Mág Bertalan Esőben jár a halál (Nótárius Könyvkiadó. Budapest 1997. 143. old.) c. könyvében elismerően emlékezik meg hajdani mestereire, a következőket említi meg: Knapik József detektívfőnök, Nemes Sándor, a detektívfőnök helyettese, Tessényi János bűnügyi főcsoportvezető. „Micsoda szakemberek voltak! Minden szavukból, minden cselekedetükből tanultunk.” – írta.
1945-ben előadásokat tartottak a „demokratikus ifjú magyar rendőrség” tagjainak olyan legendás detektívek, mint pl. dr. R. Kiss Károly, dr. Knapik József, Nemes Sándor, Szabó Ödön és Tessényi János. Az előadások jegyzeteiből Kepes Ferenc rendőrnyomozó százados állított össze tankönyvet, amit még 1945-ben ki is adtak, Amit a detektívnek tudnia kell címmel. Az időszakra jellemző módon aztán az előadók többségét eltávolították a rendőrség kötelékéből, volt, akik ellen büntetőeljárást indítottak, és jó néhány detektívet családostól a főváros elhagyására kényszerítettek. Münnich Ferencről, aki Budapest rendőrfőkapitánya volt 1946–1949 között, Fóti Andorhoz hasonlóan az 1989 előtt megjelent könyveiben elismerően nyilatkozott, emberséges jó vezetőnek tartotta. Mág Bertalan Banditák Budán (Budapest 1980. 15-18) c. regényében leírta, hogyan lett rendőr, a Magyar Kommunista Párt küldte el (visszaemlékezése alapján 1928-ban lépett be a pártba, 17 éves volt), hogy legyen rendőr, Kóka csoportvezető felügyelő vette fel. Nemes Sándor tartotta az elméleti oktatást, akiről elismerően nyilatkozott. 1980-ban írta ezt, amikor nem volt általános, hogy a Horthy korszak detektívjeit a kommunista rendőrök dicsérték.
A Rendőrségi Szemlében 1955-1960 között 9 tanulmányt publikált. Társszerzője Garamvölgyi Zoltán rendőr főhadnagy volt 1960-ban, amikor Mág Bertalan rendőr őrnagyként dolgozott a Budapesti Rendőr-főkapitányságon. 3 közös tanulmányuk jelent meg 1960-ban. Garamvölgyi Zoltán valószínűleg Mág Bertalan beosztottja volt. Könyveiben Mág Bertalan nyomozóit álnéven szerepelteti, pl. Bordás András, Kozma János, Németh László, Szőke, Szabó Terézia (Teri), Marika a titkárnő stb. Az Állambiztonsági ügyekben Csépai alezredes és Kenyeres őrnagy voltak azok, akiknek segítségét kérte. Ezek is álnevek. A besúgóhálózatát „Bihari” működtette.
Mág Bertalan két olyan gyilkossági történetet ismertetett, amiket Fóti Andornál is megtalálhatunk. „Hekus Dönci” történetét Fóti Andor Sztrogof Mihály újpesti kalandja címen dolgozta fel. Mág Bertalan első könyvében „Hekus Dönci” címen adta közre a nyomozás történetét. Ahol lényegesek a különbségek, az a cinkotai gyilkosság története. Nézzük a tényeket, Krisztián Imre gyilkos esetét. A gyilkosság történetét többek között az Origó publikálta 2020. december 2-án. 55 éve (tehát 1965-ben) végzett kegyetlenül az áldozatával Krisztus, a cinkotai gyilkos. „A csak Krisztusnak becézett Krisztián Imre eladósodott, ezért eldöntötte, hogy kirabolja a neki is munkát adó cinkotai vállalat páncélszekrényét. A rablás végül nem sikerült, a két társa közül az egyiket meggyilkolta, a másikat súlyosan megsebesítette. A brutális gyilkosság ma 55 éve történt. Krisztián Imre a cinkotai Autóalkatrészgyártó és Felújító Vállalatnál dolgozott 1965-ben, mint rendészeti vezető. A férfi eladósodott, ezért eldöntötte, hogy kirabolja a vállalat páncélszekrényét, amelyben a dolgozók bérét tartották. Két kollégáját is beszervezte, Kiss Józsefet és Szirony Istvánt. Őket egy kitalált kémtörténettel vette rá a rablásra… Krisztián Imre úgy gondolta, hogy senki sem fogja őket meglátni, mivel olyan későn senki sem jár arra. A rablás közben azonban annyira rettegett a lebukástól, hogy úgy döntött, inkább meggyilkolja a társait, és üres kézzel elmenekül. Megfogott egy kalapácsot, és mindkét férfit leütötte. Az egyikük, Szirony István belehalt a sérüléseibe, Kiss József felépült. Krisztián Imre végül lebukott és halálra ítélték, Budapesten végezték ki 1966. május 7-én. Szirony István felesége nem tudta feldolgozni férje elvesztését, a következő évben öngyilkos lett, két gyereket hagyva maga után. Ez a hiteles történet.
Fóti Andor Gyilkosság decemberben címen publikálta Krisztián Imre gyilkossági ügyét, az eredeti neveket közölte, kicsi változtatással, pl. Kés József (nem Kiss) rendész, Szigony István (nem Szirony), lakatos, Kriszton Imre (nem Krisztián) főrendész. Fóti Andor azt írta, hogy „A gyár kapuja előtt már fékezett is az Árok (vagyis Mág Bertalan) őrnagy vezette rablási csoport néhány gépkocsija. Árok szokott lassú, himbáló járásával jött (i. m. 317. old.)” Mág Bertalan „Nincs megállás” címen dolgozta fel Krisztián Imre gyilkossági ügyét. A neveket lényegesen megváltoztatta, Almási Géza (Szirony István) az éjszakás művezető, Gáti József (Kiss József) műszerész, Palágyi Béla (Krisztián Imre) művezető, a gyilkos. A nyomozás történetét hasonlóan írták le. Még abban is megegyeznek, hogy felajánlották: visszavonulnak a nyomozói hivatásuktól, ha megalapozatlanul vádolták meg Krisztián Imrét a gyilkosság vádjával. Ennek az volt az oka, hogy a cinkotai gyár vezetői nem hitték el, hogy Krisztián Imre követte el a rablási kísérletet és a gyilkosságot, ugyanis Krisztián MSZMP-tag és munkásőr is volt. „Az ügy belpolitikai szempontból rendkívül kényes volt, mert Krisztián jó néhány korábbi üzelme és tetemes tartozása napvilágot látott már az első napokban, hisz igen sok embernek tartozott. A gyártelep dolgozóit olyan mélyen érintette a brutális bűncselekmény, hogy évekig nem tudtak szabadulni az emlékétől (nem is beszélve az áldozatok rokonainak lelki kínjairól).
Krisztián Imre az 1956-os forradalom után hatalmát legitimálni igyekvő, ezért a közrend fenntartására igen kényes Magyar Szocialista Munkáspárt tagjaként kerülhetett bizalmi állásba és munkásőrként is szolgálatot teljesített. A férfit kiválónak tartott pártmunkája miatt iskolába akarták küldeni. Ráadásul a cinkotai munkásőr-alakulat tagjai közül nem Krisztián volt az első gyilkosságra vetemedő.” Azt, hogy Krisztián Imre az MSZMP tagja és munkásőr volt Fóti Andor és Mág Bertalan nem említette. Krisztián Imre gyilkossági ügyét Szabó László "A narancshéj" címen szintén feldolgozta, a valós neveket használta.
A Farkasréti temetőben nyugszik, sírja 7/8. parcella, 1-210.
Gergely Attila: „A bűnüldözés alakulása a rendszerváltás óta” c. tanulmányában ezt írta: „Csak az idősebbek emlékezhetnek még olyan nevekre mint: Ádám Zsiga, Mág Bertalan, Déri Pál, Kertész Imre, Dobos László, Láposi Lőrinc és mások. Megszállott kriminalisták voltak, a nehézfiúk egykori rémei.”

## Bűnügyi regényei, művei
- Mág Bertalan 1961 és 2001 között 57 könyvet adatott ki. Ezek között néhány többes, 2. kiadás is volt.[47] Néhány könyve cseh, szlovák, orosz és német nyelven is megjelent. A kalocsai eset például németül: „Eine halbe Million im Dornenbusch” (Publisher: Berlin Verlag Neues Leben 1978) címmel.[48]
- MOKKA-ODR katalógus. Mág Bertalan 124 könyvének (MOKKA) és tanulmányának (MATARKA) adatait adta közre.[49]
- Mág Bertalan több ismert könyve (pdf, epub, mobi stb. formátumokban) az interneten ingyen letölthető:[50][51][52][53][54]
- A dunavecsei gyilkosság nyomozása. Írta: Mág Bertalan r. őrnagy és Garamvölgyi Zoltán r. főhadnagy. Rendőrségi Szemle. 1960-11-01. 11. sz.[55]
- Betöréses lopások nyomozása. BM Tanulmányi és Módszertani Osztálya. Budapest, 1961.
- Nyomon a Mág-csoport – Megtörtént bűncselekmények, Albatrosz Könyvek, Magvető, Budapest, 1969, 409 oldal. (Szerzőtárs Zágoni Ferenc)
- A bosszú műve, Határőrök kiskönyvtára, BM Határőrség Politikai Csoportfőnöksége, Budapest, 1969
- A bűnösöknek nincs kegyelem. Kisregények, Határőrök kiskönyvtára, BM Határőrség Politikai Csoportfőnöksége, Budapest, 1970
- A holtak nem beszélnek, Minerva Kiadó, Budapest, 1971

Benne: Iskolatársak voltak, A bűnözők királya, Úri gyilkosok, A képviselőné ékszerei, A halál árnyékában, Házassági évforduló, A holtak nem beszélnek, A kétlaki, Váratlan vendégek, Egy asszony titokzatos eltűnése, Az anya, Kétszer ítélték halálra
- Pruhované sako na ihrisku. (Csíkos kabát a pályán. Eredeti cím: Nyomon a Mág-csoport) Szlovákul. Fordította. Mariana Siroká. Bratislava (Pozsony), Smena, 1971
- Zsákutca, Zrínyi Katonai Kiadó, Budapest, 1971, 334 oldal; Zrínyi Katonai Könyv- és Lapkiadó, 1978, szintén 334 oldal.[56]
- Árulók nyomában, Határőrök kiskönyvtára, BM Határőrség Politikai Csoportfőnöksége, Budapest, 1972
- A tettes ismeretlen, Határőrök kiskönyvtára, BM Határőrség Politikai Csoportfőnöksége, Budapest, 1974

Benne: A tettes ismeretlen, Egy a sok közül, Dupla vagy semmi, A börtön árnyékában
- Az áruló golyóstoll, Minerva Kiadó, Budapest, 1975 ISBN 963-223-047-7[57]
- A halál árnyékában, Minerva Kiadó, Budapest, 1976, ISBN 963-223-085-X

Benne: A bűnözők királya, Iskolatársak voltak, A halál árnyékában, Házassági évforduló, A holtak nem beszélnek, A képrejtvény, A turista halála, A nyomtalan betörők, Az ellenállhatatlan, Az áruló golyóstoll, Telitalálat
- Bűnök és büntetések. Határőrök kiskönyvtára. BM Határőrség Politikai Csoportfőnöksége, Budapest, 1978
- Banditák Budán, Zrínyi Katonai Kiadó, Budapest, 1980, ISBN 963-326-769-2[58] Benne: Az első fogás, Banditák Budán, Nyomozók és áldetektívek, Gyilkosság a parókián.[59]
- Zapiski sledovatelâ iz Budapešta (Válogatás a szerző Nyomon a Mág-csoport, Az áruló golyóstoll és A halál árnyékában c. köteteiből.) Fordította Ju. I. Sismonyin. Moszkva, Jurid. lit., 1979
- Az idegen asszony – Négy bűnügyi történet, Zrínyi Katonai Könyv- és Lapkiadó, Budapest, 1981 ISBN 963-326-790-0

Benne: Nyolc név a jegyzetfüzetben, Egy végzetes találkozás, Az idegen asszony, A tanúk
- A tanúk, Határőrök kiskönyvtára, BM Határőrség Politikai Csoportfőnöksége, Budapest, 1981
- A játszma véget ér – Négy bűnügyi történet, Zrínyi Katonai Kiadó, Budapest, 1981, ISBN 963-326-782-X[60]: Benne: A százéves medalion, A játszma véget ér, Szökevények, A szürke felöltő
- A második gyilkosság – Négy bűnügyi történet, Zrínyi Katonai Kiadó, Budapest, 1982, ISBN 963-326-821-4

Benne: Könyörtelenül, A fegyveres banditák, A második gyilkosság, A milliós ügy
- Öt méregfiola, Zrínyi Katonai Könyv- és Lapkiadó, Budapest, 1984, ISBN 963-326-852-4[61]: Benne: Öt méregfiola, Gyilkosság vagy öngyilkosság, A késői látogató, Az eredmény 4:2, A szokatlan nyom
- Éjszakai kirándulás – Három bűnügyi történet, Zrínyi Katonai Könyv- és Lapkiadó, Budapest, 1985, 430 oldal ISBN 963-326-862-1[62]: Benne: Éjszakai kirándulás, Könnyű áldozat, Milliók árnyékában
- Utecenci. Druhá vražda (A második gyilkosság) Fordította: Michal Francisci. Bratislava (Pozsony), Smena, 1986
- Egy nyomozó naplójából : Négy bűnügyi történet. Zrínyi Katonai Könyv- és Lapkiadó, Budapest, 1986.[63]
- Hiszékeny áldozatok, Zrínyi Katonai Könyv- és Lapkiadó, Budapest, 1987, ISBN 963-326-385-9[64]: Benne: Hiszékeny áldozatok, A holtak nem beszélnek, Elmúlt évek, Szerelem – halál, Vesztesek, Önrombolás
- A börtön előterében, Határőrök kiskönyvtára, BM Határőrség Politikai Csoportfőnöksége, Budapest, 1987, ISBN 963-7019-11-1

Benne: A börtön előterében, Elmúlt évek, Vesztesek, Családban marad, A féltékenység ára
- Kegyetlen éjszaka. Zrinyi Kiadó, 1988.[65]
- Végzetes találkozás. Zrinyi Kiadó, 1989.[66]
- A hóhér keze nem remeg,, Határőrök kiskönyvtára, BM Határőrség Politikai Csoportfőnöksége, Budapest, 1989, ISBN 963-7019-25-1

Benne: Bírósági tárgyalás, Egy élet története, Az áruló golyostoll, Eltűnések. Gyilkosság a hegyen. Zrínyi Katonai Könyv- és Lapkiadó, Budapest, 1990.
- A színésznő halála, Nótárius Könyvkiadó GMK,, Budapest, 1991, ISBN 963-7503-06-4
- Az amatőr bankrabló. Nótárius Könyvkiadó, Budapest, 1993
- Híres magyar bűnügyek. Nótárius Kiadó, 1993[68]
- A selyemsálas úr, Nótárius Könyvkiadó, Budapest, 1996, ISBN 963-7503-21-8
- Esőben jár a halál. Nótárius Könyvkiadó, Budapest, 1997
- Halál a síneken, Nótárius Könyvkiadó, Budapest, 1999, 291 oldal ISBN 963-7503-38-2
- A harmadik gyilkosság, Nótárius Könyvkiadó, Budapest, 2000, ISBN 963-7503-40-4
- A Fóthy-villa titka. Bűnügyi regény; Nótárius, Bp., 2001 ISBN 963-7503-43-9

## Filmek
- Megtörtént bűnügyek (8 részes televíziós sorozat, 1973–1979)[69]

Négy epizód Fóti Andor Különös randevú, négy epizód Mág Bertalan: A holtak nem beszélnek és a Zsákutca című könyve alapján készült. A történetekben Mág Bertalant részben Avar István (Csipke őrnagy), egy alkalommal Kállai Ferenc (mint Mátyus őrnagy) személyesítette meg. (Avar István itt nem csak Mág Bertalan, hanem Fóti Andor megszemélyesítője is).
- Halál a pénztárban (1981)
- Mág Bertalan. Megtörtént bűnügyek. A müncheni férfi. 1976.
- Mág Bertalan. Megtörtént bűnügyek. Iskolatársak Voltak. 1977.
- Mág Bertalan. Megtörtént bűnügyek. A kiskirály. 1977.
- Mág Bertalan. Megtörtént bűnügyek. A holtak nem beszélnek. 1979.
- Két pisztolylövés (3 részes televíziós sorozat, 1977–1979)

Mág Bertalant ebben a sorozatban Garas Dezső személyesíti meg, mint Magos őrnagy.
- Mág Bertalan. Két pisztolylövés. 1. rész. videa.hu 1979. Archiválva 2022. június 4-i dátummal a Wayback Machine-ben
- Mág Bertalan. Két pisztolylövés. 2. rész. videa.hu 1979.[halott link]
- Mág Bertalan. Két pisztolylövés. 3. rész. videa.hu 1979. Archiválva 2022. június 4-i dátummal a Wayback Machine-ben
- Fóti Andor: Gyilkosság decemberben és Mág Bertalan: Nincs megállás c. története alapján írta Kertész Ákos. Megtörtént bűnügyek –